# Fatty and Mabel at the San Diego Exposition
Fatty and Mabel at the San Diego Exposition é um filme mudo norte-americano de 1915 em curta-metragem, do gênero comédia, dirigido por Roscoe Arbuckle.